# Дивне подружжя
«Дивне подружжя» («Strange Bedfellows») — американська кінокомедія 1965 року, знята режисером Мелвіном Френком, з Роком Гадсоном і Джиною Лоллобриджидою у головних ролях.

## Сюжет
Дія розвивається в Лондоні. Симпатичний американець знайомиться з художницею італійкою Тоні. Моментально закохавшись одне в одного, пара по-швидкому оформляє стосунки, але буквально наступного ранку виявляється, що вони не збігаються в думках з жодного питання. Настає бурхливий розрив у стилі італійського темпераменту героїні. Наступна зустріч відбувається через сім років, коли герої вирішують нарешті оформити офіційне розлучення, проте ситуація трохи змінилася, і герою для просування по службі необхідно перебувати в шлюбі, ось тут він і починає використовувати і застосовувати на своїй пристрасній дружині фірмові виверти і хитрощі.

## У ролях
- Рок Гадсон — Картер Гаррісон
- Джина Лоллобриджида — Тоні Вінсенте
- Гіг Янг — Річард Брамвелл
- Едвард Джадд — Гаррі Джонс
- Террі-Томас — помічник гробаря
- Артур Хейнс — таксист Картера
- Говард Сент-Джон — Дж. Л. Стівенс
- Ненсі Калп — агресивна жінка
- Девід Кінг — таксист Тоні
- Пеггі Рі — Мейвіс Мастерс
- Джозеф Сірола — Петрачіні
- Люсі Ландау — весела жінка
- Бернард Фокс — поліцейський
- Джеймс Маккалліон — старий
- Едіт Етуотер — місіс Стівенс
- Гедлі Меттінглі — Бегшот
- Джон Орчард — радіодиспетчер
- Генрі Корден — перекладач шейха
- Моріс Даллімор — джентльмен під дощем
- Ноель Дрейтон — водій таксі
- Джек Гуд — Бінкі Ворінг
- Саймон Скотт — Джим Слейд, адвокат з розлучень

## Знімальна група
- Режисер — Мелвін Френк
- Сценаристи — Мелвін Френк, Майкл Пертуї
- Оператор — Лео Товер
- Композитор — Лі Харлайн
- Продюсери — Мелвін Френк, Норман Панама